# Victor Yeimo
Victor Yeimo (nascut el 25 de maig de 1983) és un activista polític independentista de Papua Occidental, que exerceix el càrrec de portaveu internacional del Comitè Nacional de Papua Occidental. També va exercir de secretari general del seu òrgan central entre 2012 i 2018.
Se sap que en diverses manifestacions va expressar la voluntat d'independència de Papua i que va liderar a milers de persones en diverses accions relacionades amb el consegüent alliberament nacional. Yeimo va estar a la llista de crida i cerca de la policia de Papua, anomenada DPO/22/IX/RES.1.24/2019/DITRESKRIMUM, amb relació als avalots de Jayapura del 29 d'agost, en el marc de les protestes de Papua de 2019.
El 9 de maig de 2021 va ser detingut i empresonat a Jayapura. L'Institut d'Ajuda Legal de Papua, juntament amb 30 organitzacions més de la societat civil, van instar a la policia el seu alliberament. Veronica Koman i l'organització de drets humans (HAM) TAPOL, fins i tot, van denunciar l'arrest al Consell de Drets Humans de l'ONU. Així mateix, l'associació Human Rights Watch va demanar a la policia indonèsia que li retirés els càrrecs de traïció, així com va expressar que el govern indonesi havia discriminat els indígenes melanesis de Papua i Papua Occidental, respectivament.